# روبرت باين (فنان)
روبرت باين (بالإنجليزية: Robert Bain)‏ هو فنان جنوب أفريقي، ولد في 1911، وتوفي في 1973.